# Théorème de Poincaré-Hopf
Pour les articles homonymes, voir Théorèmes de Poincaré et Théorème de Hopf.
En mathématiques, le théorème  de Poincaré-Hopf (aussi connu sous le nom de « formule de Poincaré-Hopf », ou « théorème de l'indice de Poincaré-Hopf », ou encore « théorème de l'indice de Hopf ») est un important résultat en géométrie différentielle. Il a été prouvé en dimension 2 par Henri Poincaré et généralisé ultérieurement par Heinz Hopf.
Théorème — Soit {\displaystyle M} une variété différentielle compacte. Soit {\displaystyle v} un champ vectoriel sur {\displaystyle M} avec des zéros isolés. Si {\displaystyle M} a un bord,  {\displaystyle v} doit pointer dans la direction normale extérieure le long du bord. Nous avons alors la formule suivante : 
où la somme est celle des indices de tous les zéros isolés de {\displaystyle v} et {\displaystyle \chi (M)} est la caractéristique d'Euler de {\displaystyle M}.

## Conséquence
On en déduit en particulier le théorème de la boule chevelue : la caractéristique d'Euler-Poincaré de la sphère Sn valant 2 si n est pair, tout champ de vecteurs sur cette sphère doit s'annuler.